# Anna Lynge
Anna Lynge (tidigare Olsson) född 1974 och uppväxt i Lerum, är en svensk styrkelyftare. Som gift är hon bosatt i Ålborg i Danmark. Hon tävlar för svenska Köpings AK. Tidigare har hon tävlat för Lerums AK och ASK Eskilstuna. Hon har tilldelats Stora grabbars och tjejers märke.
Anna Lynge är flerfaldig världsmästare och europamästare i bänkpress med fem VM-guld och fyra EM-guld samt ett VM-guld i styrkelyft.
Efter ett par års paus från idrotten, bland annat för föräldraledighet, återkom hon till världstoppen 2013 då hon i Halmstad tog SM-guld i 52-kilosklassen i klassisk bänkpress och guld i bänkpress i 52-kilosklassen i världsmästerskapen i Kaunas i Litauen, där hon samtidigt slog världsrekordet i 52-kilosklassen då hon lyfte 138 kg.
Lynge innehar världsrekord i 52- och 56-kilosklassen för enbart bänkpress, samt världsrekordet i delgrenen bänkpress i styrkelyft i 56-kilosklassen, så som viktklasserna definierades av Internationella styrkelyftförbundet (IPF) till och med 2010.
Anna Lynge innehar svenskt rekord i enbart bänkpress i 52-kilosklassen i klassiskt styrkelyft, 105 kg, satt 4 juli 2013 vid SM i styrkelyft i Halmstad. Hon innehar också världsrekord i bänkpress i 52-kilosklassen så som viktklassen definieras av IPF från och med 2011, 138 kg, satt 21 maj 2013 vid VM i Kaunas i Litauen.